# ドナルド・トランプ (曲)
「ドナルド・トランプ」（"Donald Trump"）は、アメリカ合衆国のラッパー、マック・ミラーによる楽曲である。ミックステープ『ベスト・デイ・エヴァー』のリード・シングルであり、2011年5月17日にデジタル・ダウンロード形式でリリースされた。Billboard Hot 100において最高位75位を記録している。

## 制作
本作のビートは音楽プロデューサーのサップが手がけており、スフィアン・スティーヴンスの『ジ・エイジ・オブ・アッズ』収録曲「ヴェスヴィアス」がサンプルされている。マック・ミラーは約20分で歌詞を書き上げた。
2016年のインタビューにおいて、なぜドナルド・トランプについての曲を書いたのかと問われたミラーは、「18歳の視点から見た金銭と成功」が主題であり、その象徴が当時の自分にとってはトランプであったのだと述懐している。

## リリース
本作はミックステープ『ベスト・デイ・エヴァー』のリード・シングルであり、2011年5月17日にデジタル・ダウンロード形式でリリースされた。ミュージック・ビデオは同年3月3日にYouTubeで公開されている。
雑誌『コンプレックス』では「2011年の夏における最もホットな10曲」の第8位に選ばれた。
ミュージック・ビデオの再生回数が2000万回を超えた際には、そのことを祝福するドナルド・トランプの映像が投稿された。その中でトランプは「新たなエミネム」とマック・ミラーを評している。2013年になると、本作に自分の名前が使われていることについて、トランプはミラーに対して法的手段を取ると示唆した。2015年に取材を受けた際、トランプは「素晴らしい曲だ」と記者に語っている。
2016年6月8日、ロストラム・レコーズは『ベスト・デイ・エヴァー』5周年記念リマスター盤の発売を宣伝するために、新たなビデオをYouTubeで公開した。それは、演説や討論、テレビ出演に臨むドナルド・トランプの声で本作のヴォーカル部分を組み立てたものであり、あたかもトランプが楽曲に合わせてラップしているかのように作られている。映像は、『サタデー・ナイト・ライブ』や政治集会などで捉えられたトランプの姿から構成されている。
本作は125万回以上のダウンロード回数を記録しており、ミュージック・ビデオのYouTubeでの再生回数は1億回を超えている。2016年アメリカ合衆国大統領選挙でドナルド・トランプが勝利した翌日、iTunesのチャートを急上昇し、トップ30圏内に入った。

## 収録曲
| #  | タイトル                   | 作詞 | 作曲・編曲 | 時間 |
| -- | -------------------------- | ---- | ---------- | ---- |
| 1. | 「Donald Trump」(Explicit) |      |            | 2:45 |
| 2. | 「Donald Trump」(Clean)    |      |            | 2:45 |

## チャートと認定
| チャート                         | 最高順位 |
| -------------------------------- | -------- |
| アメリカ合衆国 Billboard Hot 100 | 75       |
| フランス 全国音楽出版組合        | 110      |

| 地域                            | 認定       | 売り上げ  |
| ------------------------------- | ---------- | --------- |
| アメリカ合衆国 全米レコード協会 | プラチナム | 1,000,000 |